# い・に・し・え
「い・に・し・え」は、フォークソンググループ・日暮しの通算6枚目のシングル・レコード。1977年11月25日にインビテーション（同年ビクターが新設したレーベル）から発売された。

## 解説
- よみうりテレビ制作木曜10時枠連続ドラマ「恋歌」挿入曲に採用された。
- オリコンチャート上では週間最高14位留まりだったが、翌1978年に掛けてロングセラーと成り、21.9万枚のセールスを記録した。これはフォークグループ・日暮しとしては最大のヒット曲と成る。
- 当曲のヒットにより、フジテレビ系列の音楽生番組『夜のヒットスタジオ』へ初出演を果たした。
- その約2年の後、日暮しは1979年にグループを解散。女性ボーカル担当だった榊原尚美は、1981年1月に杉村尚美としてソロ歌手に転向、日本テレビ系列連続ドラマ『炎の犬』主題歌の「サンセット・メモリー」で再びブレイクを果たしている[2]。

## 収録曲
1. い・に・し・え
  - 作詞・作曲：武田清一、編曲：星勝
2. 木橋の上から